# Wenceslas Bojer
Wenceslas Bojer (tjeckiska: Václav Bojer, tyska:Wenzel Bojer), född 23 september 1795 i Kasejovice, Böhmen (nuvarande Tjeckien), död 4 juni 1856 i Port Louis, Mauritius, var en tjeckisk botaniker.
Auktorsnamnet Bojer kan användas för Wenceslas Bojer i samband med ett vetenskapligt namn inom botaniken; se Wikipediaartiklar som länkar till auktorsnamnet.